# Romet 717
Romet 717 – skuter napędzany silnikiem czterosuwowym. Sprzedawany w Polsce od 2007 lub 2008 pod marką Romet. Jego odmiana napędzana silnikiem dwusuwowym nosi nazwę Romet 717 2S.

## Konstrukcja
Skuter Romet 717 ma aerodynamiczną karoserię, sportowo zestrojone zawieszenie, przedni hamulec tarczowy jest wyposażony w układ ABS. W tylnych światłach stosowane są diody LED. Stosowane są również aluminiowe felgi i szerokie opony. Silniki dwu- (z modelu 717 2S) i czterosuwowy mają podobną pojemność i moc maksymalną.

## Dane techniczne
- Wymiary: 1860 mm x 680 mm x 1130 mm,
- Silnik czterowsuwowy: jednocylindrowy, chłodzony powietrzem,
- Pojemność: 49,5 cm³,
- Moc maksymalna: 2,4 kW (3,2 KM) przy 7000 obr./min.,
- Rozruch: elektryczny, nożny,
- Zapłon: elektroniczny CDI,
- Przeniesienie napędu: automatyczne, bezstopniowe,
- Prędkość maksymalna: 45 km/h,
- Pojemność zbiornika paliwa: 6 l,
- Hamulec przód/tył: tarczowy sportowy/ABS/bębnowy,
- Opony przód/tył: 130/70-12 130/70-12,
- Masa pojazdu gotowego do jazdy: 94 kg,
- Dopuszczalna ładowność: 150 kg,
- Amortyzator przód/tył: podwójny z tłumieniem powietrznym,
- Wyposażenie dodatkowe: zegary LCD.